# Maike
Maike ist ein weiblicher Vorname.

## Herkunft und Bedeutung
Beim Namen Maike handelt es sich um eine niederdeutsche Variante von Mareike und Marieke und damit ein friesisches Diminutiv von Maria.

## Verbreitung
In deutschen Vornamenscharts wird Maike [ˈmaɪ̯.kə] gemeinsam mit dem Namen Meike behandelt. Diese Namen waren ab den 1940er Jahren geläufig und stiegen Ende der 1950er Jahre in die Top-100 der Vornamenscharts auf. Besonders beliebt war der Name vom Ende der 1960er bis Anfang der 1980er Jahre. Die Top-10 konnte er dabei jedoch nie erreichen. Insbesondere ab der Mitte der 1990er Jahre verlor der Name an Popularität und geriet in den 2010er Jahren außer Mode. In Deutschland ist eine Maike im Durchschnitt 48 Jahre alt.

## Varianten
Varianten des Namens sind Maika, Majka, Maiken, Maaike und Meike.
Siehe auch: Marieke#Varianten

## Namensträgerinnen
- Maike Albath (* 1966), deutsche Journalistin und Literaturkritikerin
- Maike Arlt (* 1963), deutsche Volleyballspielerin
- Maike Balthazar (* 1962), deutsche Handballspielerin und -trainerin
- Maike Barth (* 1966), deutsche Übersetzerin
- Maike Berentzen (* 1997), deutsche Fußballspielerin
- Maike Billitis (* 1980), deutsche Schauspielerin
- Maike Boerdam-Strobel (* 1976), niederländische Musicaldarstellerin und Schauspielerin
- Maike Bollow (* 1963), deutsche Schauspielerin
- Maike Braun (* 1962), deutsche Autorin
- Maike von Bremen (* 1981), deutsche Fernsehschauspielerin
- Maike Brochhaus (* 1985), deutsche Regisseurin, Drehbuchautorin, Editorin und Produzentin
- Maike Bruhns (* 1940), deutsche Kunsthistorikerin und -sammlerin, Kuratorin und Autorin
- Maike Brunk (* 1971), deutsche Autorin und Unternehmerin
- Maike Bühle, deutsche Chorleiterin und Hochschullehrerin
- Maike Conway (* 1967), deutsche Regisseurin, Dokumentarfilmerin und Autorin
- Maike Daniels (* 1985), deutsche Handballspielerin
- Maike Diekmann (* 1994), namibische Ruderin
- Maike Dix (* 1986), deutsche Leichtathletin
- Maike Dörries (* 1966), deutsche literarische Übersetzerin
- Maike van der Duin (* 2001), niederländische Radsportlerin
- Maike Finnern (* 1968), deutsche Lehrerin und Gewerkschafterin
- Maike Frese (* 1963), deutsche Regionalplanerin und Bremer Staatsrätin (parteilos) für den Senatsbereich Wirtschaft
- Maike Friedrichsen (* 1970), deutsche Beachvolleyballspielerin
- Maike Friedrichsen (* 1974), deutsche Juristin und Diplomatin
- Maike Greine (* 1987), deutsche Reporterin und Moderatorin
- Maike Großmann, deutsche Basketballspielerin
- Maike Hallmann (* 1979), deutsche Autorin von Fantasy und Science-Fiction
- Maike Hausberger (* 1995), deutsche Behindertensportlerin
- Maike Henning (* 1999), deutsche Volleyballspielerin
- Maike Herzog (* 1999), deutsche Volleyballspielerin
- Maike Hilbig (* 1981), deutsche Jazzmusikerin (Kontrabass, Komposition)
- Maike Mia Höhne (* 1971), deutsche Filmregisseurin, Drehbuchautorin, Filmproduzentin und Filmkuratorin
- Maike Isermann (* 1963), deutsche Biologin und habilitierte Wissenschaftliche Mitarbeiterin an der Uni Bremen
- Maike Jüttendonk (* 1987), deutsche Schauspielerin und Hörspielsprecherin
- Maike Kesseler (* 1982), deutsche Snookerschiedsrichterin
- Maike Knirsch (* 1995), deutsche Schauspielerin
- Maike-Katrin Knopf (* 1959), deutsche Fußballspielerin
- Maike Kohl-Richter (* 1964), deutsche Volkswirtin und Ehefrau von Altbundeskanzler Helmut Kohl
- Maike Kühl (* 1976), deutsche Kabarettistin und Schauspielerin
- Maike Looß (* 1959), deutsche Pädagogin und Hochschullehrerin
- Maike März (* 1983), deutsche Handballspielerin
- Maike Menzel (* 1989), deutsche Köchin
- Maike Katrin Merkel (* 1978), deutsche Musical-Schauspielerin und Sängerin
- Maike Merz (* 1986), deutsche Handballschiedsrichterin
- Maike Nollen (* 1977), deutsche Kanutin
- Maike Maja Nowak (* 1961), deutsche Hundetrainerin, psych. Heilpraktikerin und Schriftstellerin
- Maike Plath (* 1970), deutsche Theaterpädagogin und Autorin
- Maike Johanna Reuter (* 1989), deutsche Theater- und Filmschauspielerin
- Maike Sander (* 1967), deutsche Medizinerin und Diabetesforscherin
- Maike Schaefer (* 1971), deutsche Politikerin (Bündnis 90/Die Grünen), MdBB
- Maike Schaunig (* 1996), deutsche Hockeyspielerin
- Maike Schirmer (* 1990), deutsche Handballspielerin
- Maike Elena Schmidt (* 1988), deutsche Schauspielerin
- Maike Schrader (1971–2004), deutsche Hockeyspielerin
- Maike Schult (* 1969), deutsche evangelische Theologin
- Maike Seuren (* 1986), deutsche Fußballspielerin
- Maike Siebold (* 1965), deutsche Kinderbuchautorin
- Maike Stöckel (* 1984), deutsche Hockeyspielerin
- Maike Tatzig (* 1973), deutsche Fernsehmoderatorin und Fernsehproduzentin
- Maike Timmermann (* 1989), deutsche Fußballspielerin
- Maike Toussaint (* 1985), deutsche Schauspielerin, Sängerin und Sprecherin
- Maike Trach (* 1991), deutsche Fußballspielerin
- Maike Rosa Vogel, deutsche Singer-Songwriterin
- Maike Vogt-Lüerssen (* 1956), deutsche Historikerin und Buchautorin
- Maike Weißpflug (* 1978), deutsche Politikwissenschaftlerin und Autorin
- Maike Weiss (* 1984), deutsche Handballspielerin
- Maike Wetzel (* 1974), deutsche Schriftstellerin, Filmemacherin und Drehbuchautorin